# Smokey Robinson
William "Smokey" Robinson Jr. (Detroit, Michigan, 1940. február 19. –) Grammy-díjas amerikai énekes, dalszerző, producer és zenei igazgató. A The Miracles együttes alapítója és frontembere volt, ezenkívül dalokat is írt az együttesnek és a producerük is volt. 1972-ben azonban elhagyta a csoportot, hogy a Motown kiadónál betöltött alelnöki tisztségre összpontosítson.
Robinsont 1987-ben beiktatták a Rock and Roll Hall of Fame-be, 2016-ban pedig megkapta a Kongresszusi Könyvtár Gershwin-díját a popzenében való jeles közreműködéséért.

## Élete
Detroitban született 1940-ben. Ősei között vannak nigériai, skandináv, francia, portugál és cseroki származásúak is. Beceneve gyerekkorából származik, még nagybátyja adta neki a  "Smokey" becenevet, amikor még gyerek volt. 1955-ben együttest alapított Five Chimes néven, amely 1959-ben felvette a The Miracles nevet.
1972 óta szólóénekes. Első szólólemeze 1973-ban jelent meg Smokey néven. 1987-ben Grammy-díjat szerzett "Just to See Her" című daláért, majd ugyanebben az évben beiktatták a Rock and Roll Hall of Fame-be is. Egykori zenekara, a The Miracles szintén bekerült a Rock Hírességek Csarnokába.
Robinson vegetáriánus, 1972 óta nem evett húst. Híres arany-zöld szeméről is, melyet saját bevallása szerint francia dédanyjától örökölt.